# Goniosoma obscurum
Goniosoma obscurum is een hooiwagen uit de familie Gonyleptidae.